# Скупштина у Београду (1811)
Скупштина у Београду је одржана 1—12. јануара 1811.

## Скупштина у Београду 1811.
За уставно питање чије сe решење све више наметало од свих скупштина првог устанка била јe најзначајнија скупштина која јe заседала од 1—12. јануара 1811. y Београду. Послови y Савету све више су запињали; судске власти једва су функционисале; ратни послови нису више ишли онако као y периоду 1805—1807; y ослобођеној Србији није било јединства власти, a долазак једног већег одреда руске војске, који јe требало да оперише заједно са Србима, није искључивао могућност руског мешања y питања унутрашњег уређења земље. Сем скупштине народне, која јe решавала поједина питања и y ствари била једно нееластично тело које сe није могло стално држати на окупу, одлучено јe било да сe установи још и Попечитељство — Влада и Велики земаљски суд, a да сe Савет који јe y ствари једва функционисао, укине, док би саветници били расподељени y та два нова тела.
Пошто јe посвршавала своје редовне послове, ова скупштина саслушала јe 8. јануара једну Карађорђеву посланицу, беседу, y којој Вожд оптужује скупштини поједине старешине да нису поштовали уставни закон из 1808, да нису слушали саветске наредбе, да су један другога опадали и y неслози живели, да су постали деспоти и одметли сe од њега и Савета, да на своју руку воде преписку са иностранством. Карађорђе јe пред скупштином тражио да сваки од оптужених првака нарочито одговори на ове оптужбе и запретио да ће свакога, било и силом, приморати да сe окане таквих поступака.
Дана 10. и 11. јануара 1811. ова скупштина донела јe неке важне одлуке о организацији државе. Тај други по реду уставни закон није сачуван y оригиналу, али су познате његове најглавније одредбе:
- 1 установљава сe Попечитељство — Влада (прво српско министарство) са шест попечитеља и то за унутрашње послове, за правду, за инострана дела, за финансије, за просвету и за војску. За попечитеља војног постављен јe Младен Миловановић, за попечитеља правосудија Петар Добрњац, за иностране послове Миленко Стојковић, за просвету Доситеј Обрадовић, за финансије Сима Марковић, за унутрашње послове Јаков Ненадовић. Председник Великог вилајетског суда јe министар правде. Министри су дужни да отпутују на границу која им јe одређена, где ће примити команду над војском. Министри су одговорни за свој рад. Они су међу собом једнаки. Никакве одлуке не могу сe донети без претходног одобрења Карађорђева;
- 2 установљава сe Велики вилајетски суд;
- 3 председник Савета постаје Карађорђе, који може одредити свога намесника, код кога ће сe налазити печат Савета. Савет добива свога сталног секретара;
- 4 врховни вожд неће мењати саветнике и чиновнике без кривица које ће бити предвиђене законом.

После тога сви присутни положили су заклетву на овај уставни закон, па јe он ступио на снагу.